# Acura
Acura (jap. アキュラ) – marka samochodów osobowych należąca do japońskiego koncernu motoryzacyjnego Honda Motor Company, powstała w 1986 roku. Luksusowe modele Hondy produkowane jako Acura przeznaczone są na rynki amerykański, kanadyjski, hongkoński, meksykański oraz chiński.
Z Acurą, Honda jako pierwsza weszła na rynek samochodów luksusowych poza Japonią. Do tej pory samochody japońskie uważane były przede wszystkim jako samochody ekonomiczne i widziane jako najbardziej opłacalne w zakupie. Modele Acury bazują na Hondach, ale są bardziej sportowe (mają mocniejsze silniki) i bardziej luksusowe (bogate wyposażenie, niszowy charakter).

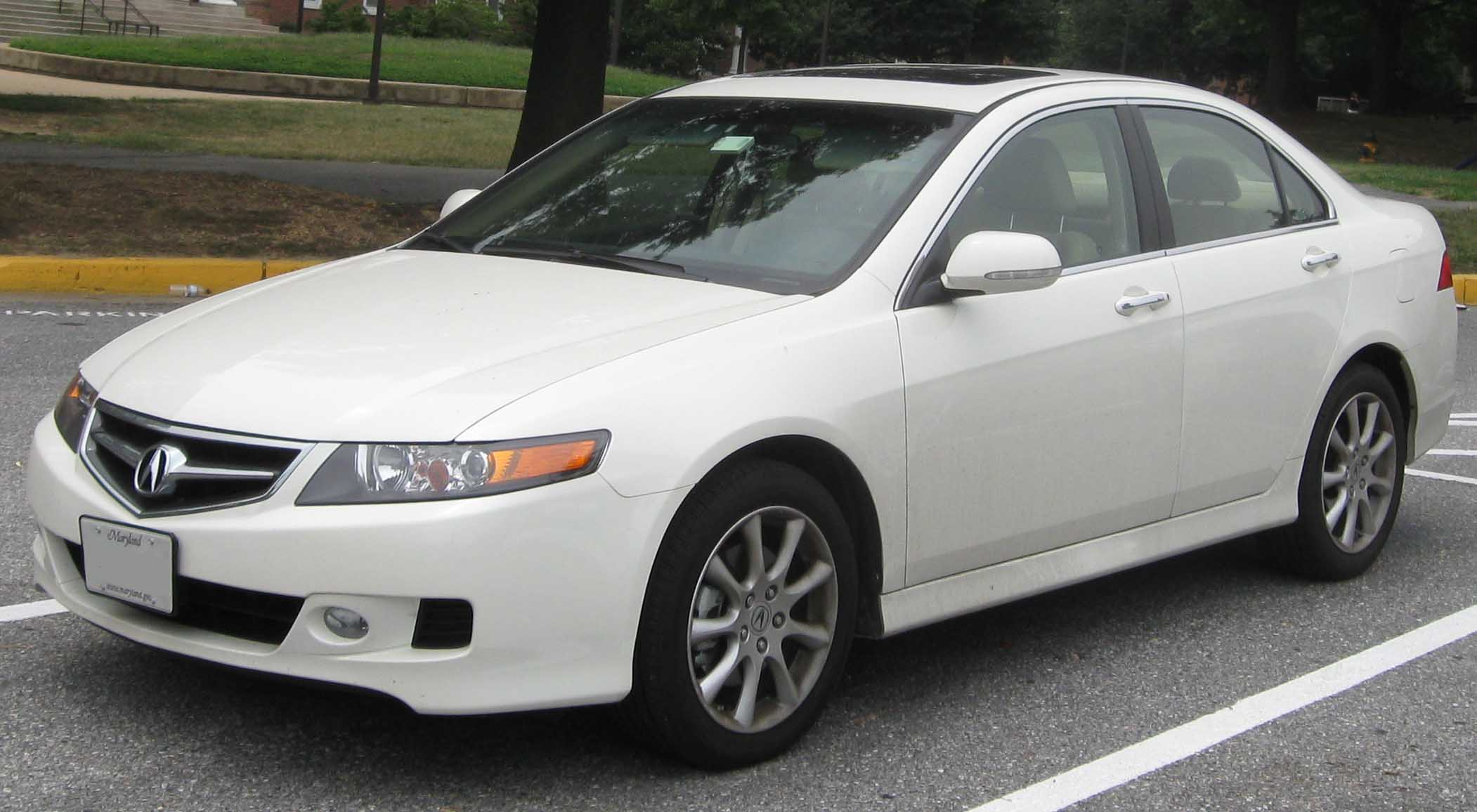
Acura TSX

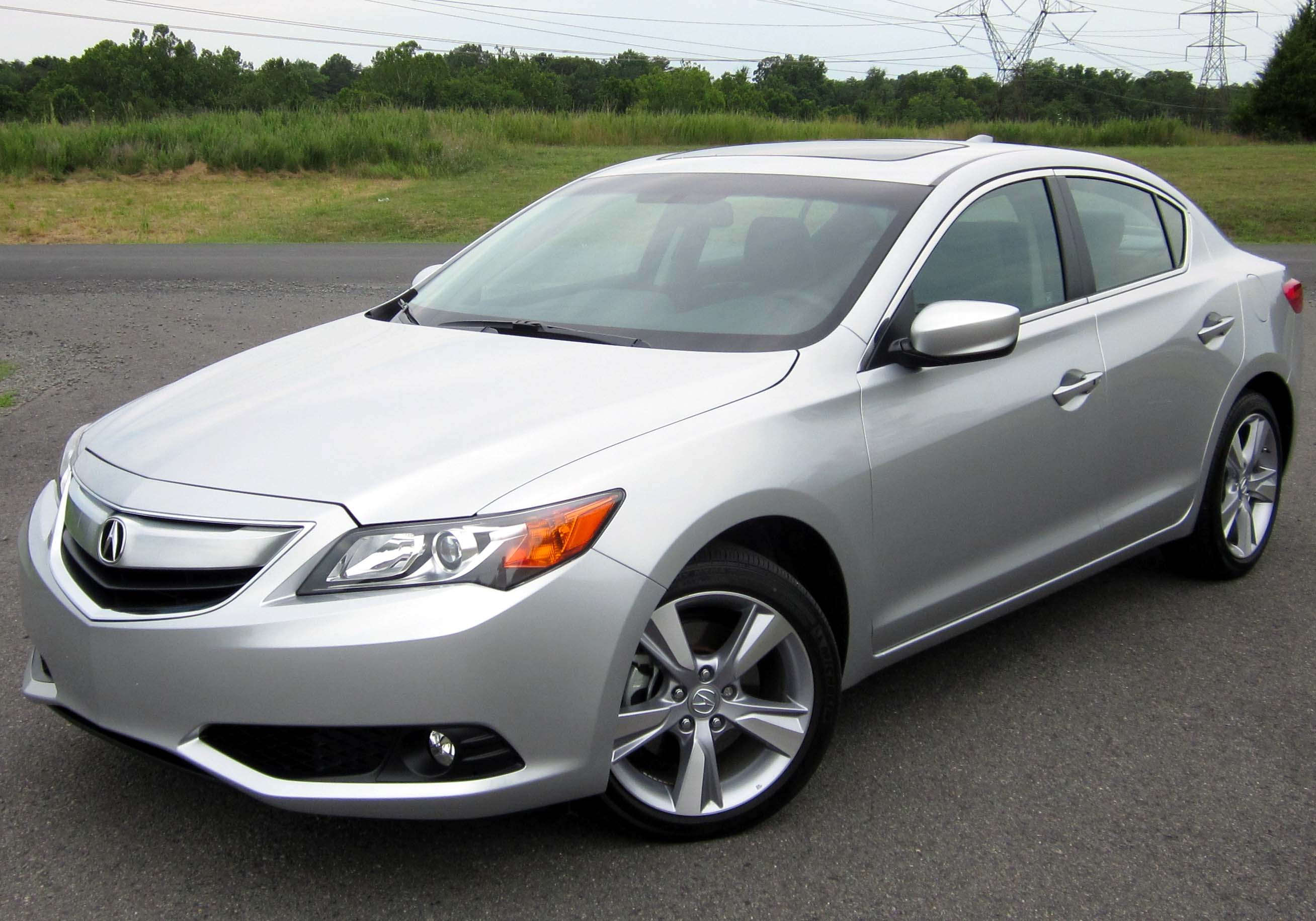
Acura ILX

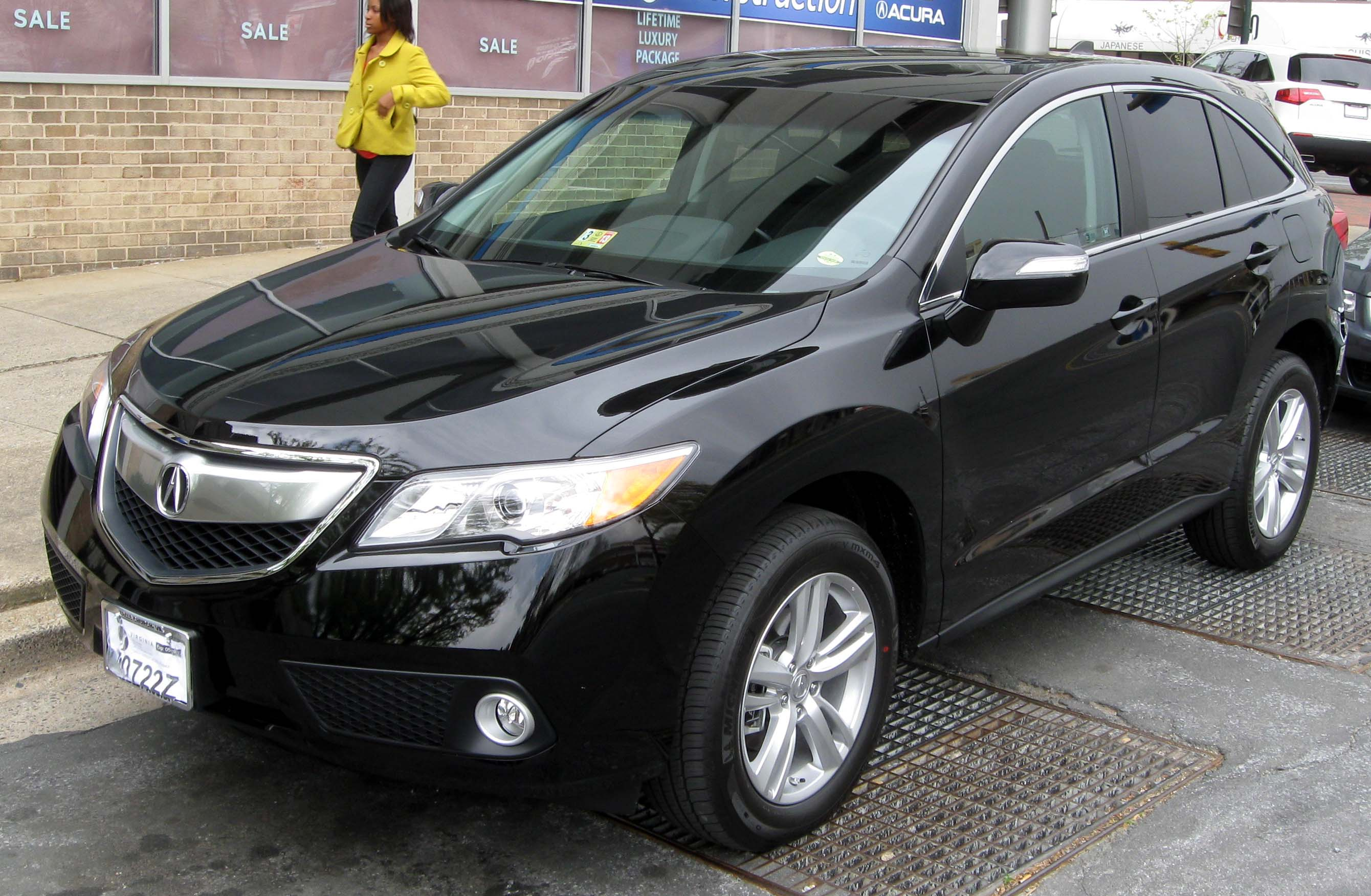
Acura RDX

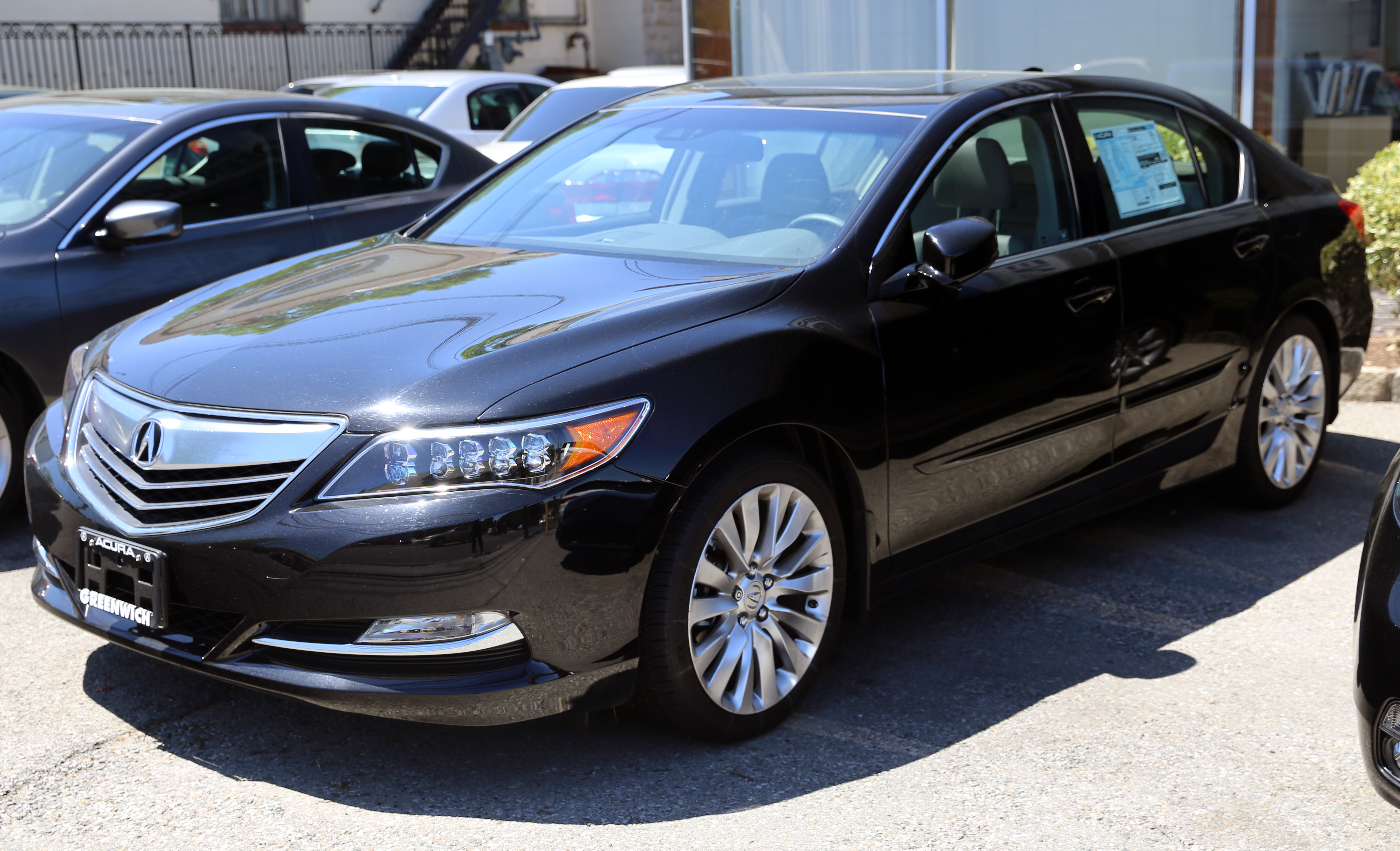
Acura RLX

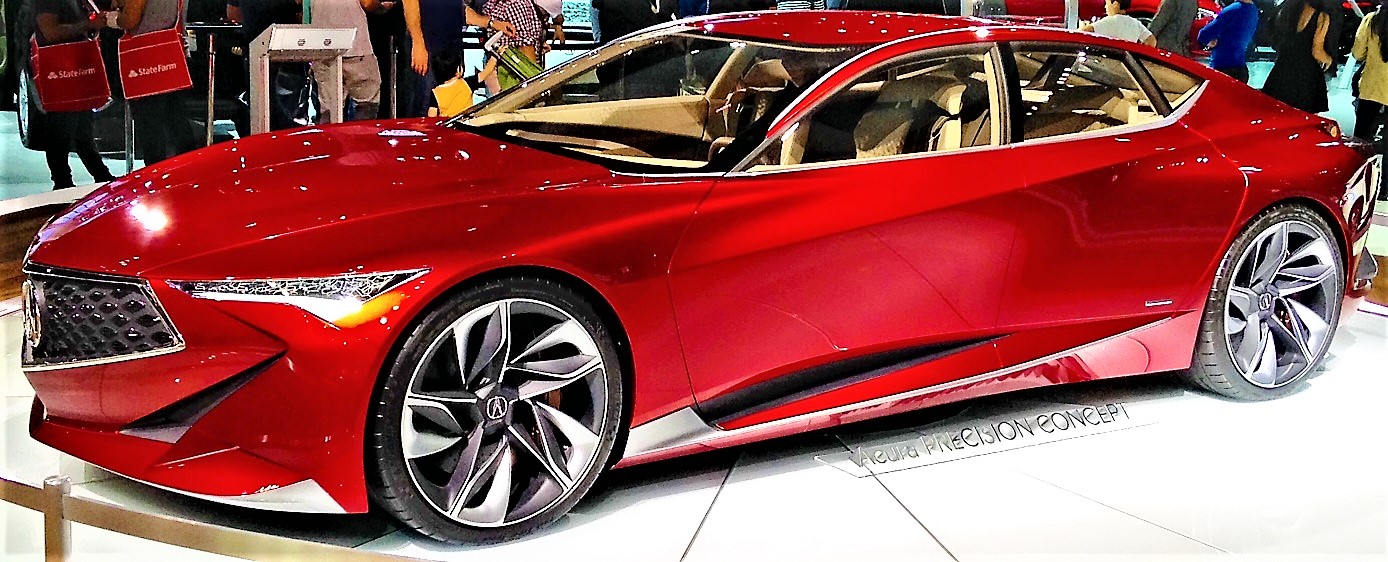
Acura Precision Concept

## Historia
Po dekadzie badań i rozwoju, debiut Acury na rynku był początkiem pierwszej japońskiej luksusowej marki samochodów. Inne japońskie luksusowe marki: Lexus - Toyoty czy Infiniti - Nissana wstąpiły na rynek amerykański tuż po prezentacji Acury Legend, napędzanej silnikiem V6 w dwóch wersjach nadwoziowych: coupé i sedan oraz Integry.
W 1989 roku Acura zaprezentowała model NSX - sportowy samochód z napędem na tylną oś. NSX, skrót od „New Sports eXperimental”, ogłoszono pierwszym samochodem mogącym konkurować z Ferrari i Porsche.
W 1996 roku zmieniono nomenklaturę marki na alfanumeryczną wprowadzając do produkcji model 3,5 RL, który ogłoszono następcą modelu Legend. Silnik miał moc 225 KM. W 1999 roku Acura wprowadziła model 3,2 TL, który gabarytowo zbliżony był do serii 5 BMW. Pojawiła się także Acura MDX, czyli luksusowy SUV.
W Europie auta marki kupić można na specjalne zamówienie sieci dealerskiej w Wielkiej Brytanii.

## Samochody

### Modele obecnie produkowane
- MDX (od 2001)
- RDX (od 2006)
- TLX (od 2014)
- TSX (od 2002)
- NSX (od 2022)

### Modele produkowane w przeszłości
- CL (1997 - 2003)
- CSX (2005 - 2010)
- EL (1997 - 2005)
- Integra (1985 - 2001)
- Legend (1986 - 1995)
- NSX (1990 - 2005)
- RL (1995 - 2012)
- RSX (2001 - 2006)
- SLX (1996 - 1999)
- TL (1996 - 2014)
- Vigor (1989 - 1995)
- ZDX (2009 - 2013)
- RLX (2013 - 2020)
- CDX (2016 - 2022)
- ILX (2012 - 2022)

## Modele koncepcyjne
- Acura DN-X (2002)
- Acura Advanced Sedan (2006)
- Acura Advanced Sports Car (2007)
- Acura Stealth (2008)
- Acura 2+1 (2008)
- Acura GSX (2009)
- Acura ZDX (2009)
- Acura NSX Concept (2012)
- Acura SUV-X Concept (2013)
- Acura TLX (2014)
- Acura Precision Concept (2016)